# St-Bonaventure (Lyon)

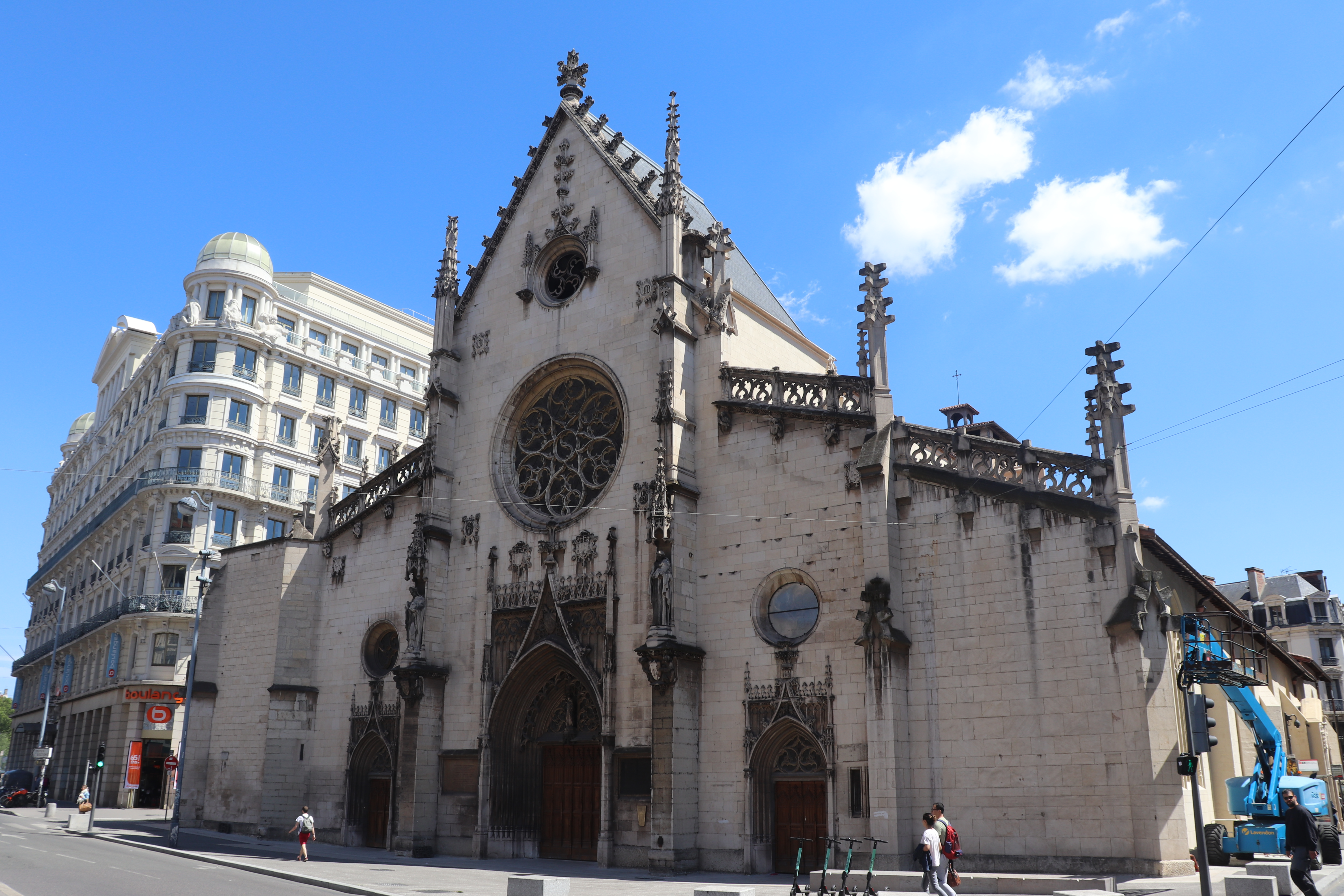
St-Bonaventure (Lyon)

Die Basilika St-Bonaventure ist eine römisch-katholische Kirche im 2. Arrondissement von Lyon.  Sie wurde im Jahr 1927 als Monument historique eingestuft.

## Lage
Die Kirche befindet sich auf der Halbinsel von Lyon zwischen der Rue de la République und dem Pont Lafayette gegenüber der Börse. Der Platz Place des Cordeliers und die Metrostation Cordeliers sind nach den Franziskanern (französisch: Cordeliers) benannt, denen die Kirche einst gehörte.

## Geschichte

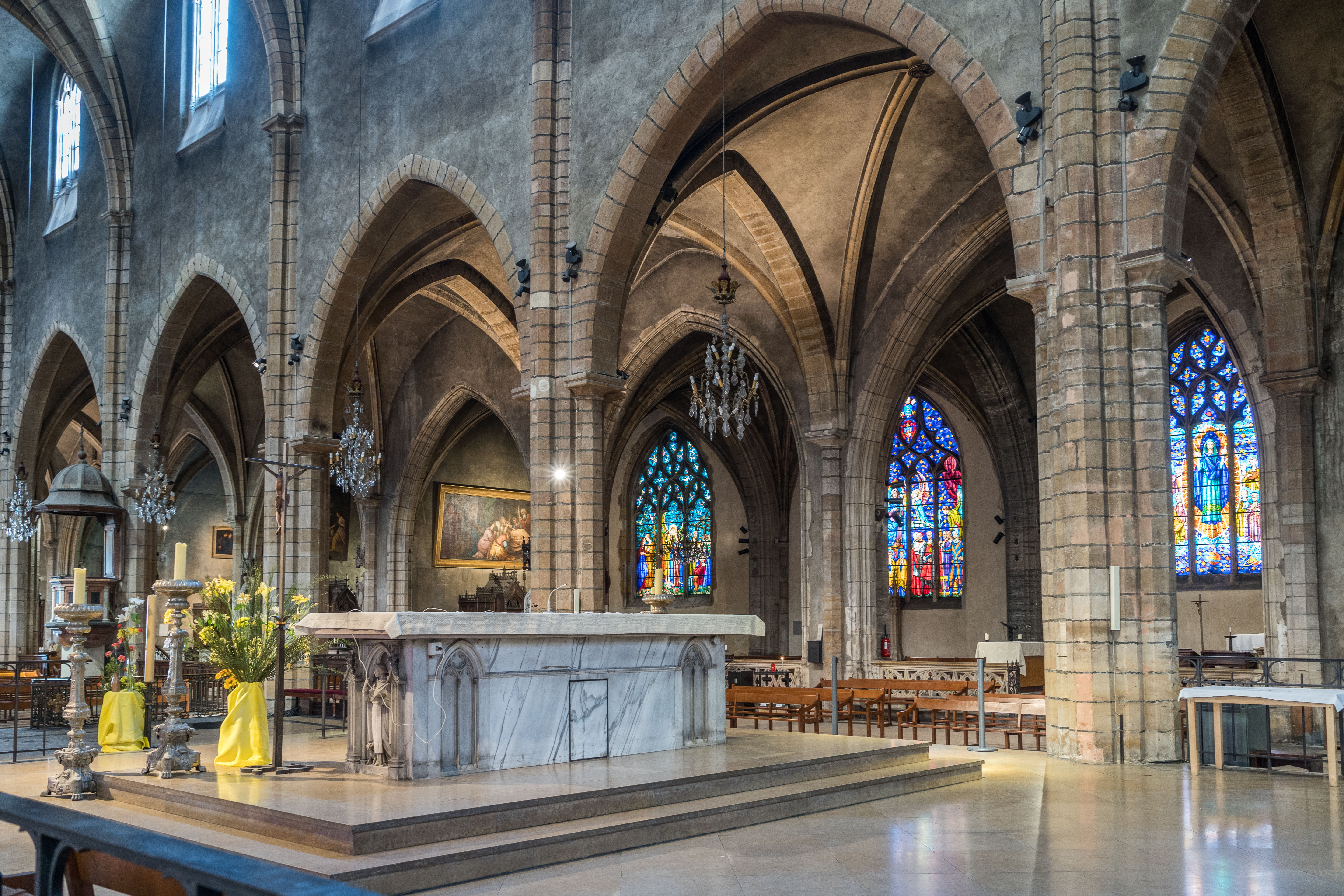
St-Bonaventure (Lyon)

Seit 1220 bestand am Ort ein Franziskanerkloster. Dort starb 1274 Bonaventura, der zusammen mit Papst Gregor X. am Zweiten Konzil von Lyon teilnahm. Da die vorhandene Klosterkirche dem Ansturm der Pilger zum Grab des Bonaventura nicht gewachsen war, baute Jacques de Grolée die heutige gotische Kirche, die 1328 zu Ehren des heiligen Franz von Assisi, später zu Ehren des 1482 heiliggesprochenen Bonaventura geweiht, aber erst 1388 (und vollständig erst 1471) fertiggestellt wurde. Aus Furcht vor den verheerenden Hochwassern der Rhône ist die Kirche (ohne Querhaus) in Nord-Süd-Richtung gebaut. Sie misst 75 × 36 Meter und ist 18 Meter hoch.
Die ursprünglich dreischiffige Kirche wurde vom 15. bis zum 18. Jahrhundert von den örtlichen Bruderschaften um zahlreiche Seitenkapellen erweitert, sodass sie heute den Eindruck einer fünfschiffigen Kirche macht. Entsprechend dem franziskanischen Armutsideal war die Kirche ursprünglich relativ schmucklos und dunkel. Die meisten Verschönerungen stammen aus dem 19. und 20. Jahrhundert. Seit 2019 trägt die Kirche den Titel Basilica minor.

## Ausstattung

### Kirchenfenster
Das auffälligste Merkmal des Innenraums sind die 14 großen farbigen Kirchenfenster vornehmlich des 19. und 20. Jahrhunderts. Sie sind das Werk der Künstler Louis Steinheil, Laurent-Charles Maréchal (1801–1887) aus Metz und vor allem Joséphine-Pauline Lamy-Paillet (1904–1988) nach den Entwürfen von Louis Charrat (1903–1971). Die Fensterrose stammt von Émile Thibaud (1806–1896). Im Einzelnen sind dargestellt (ausgehend von links): Taufe des Chlodwig durch Remigius von Reims (13), Verkündigung (12), Bonaventuras Tod in Gegenwart von Gregor X. (11), Heimsuchung, Verkündigung und Geburt Jesu (10.3), Verkündigung des Dogmas der Unbefleckten Empfängnis (10.2), Mariä Aufnahme in den Himmel (10.1), Marienleben, Eucharistie, Leidensgeschichte, Leben des Bonaventura (7, Apsis), Auferstehung (6), Verkündigung, Traum und Hochzeit des Josef (4.1), Heilige Drei Könige, Geburt Jesu, Anbetung der Hirten (4.2), Flucht nach Ägypten (4.3), Szenen aus dem Leben des Franz von Assisi, Antonius von Padua und Petrus von Alcantara (3), Himmelfahrt (2) und Maria unter dem Kreuz (1).

### Weitere Kunstwerke

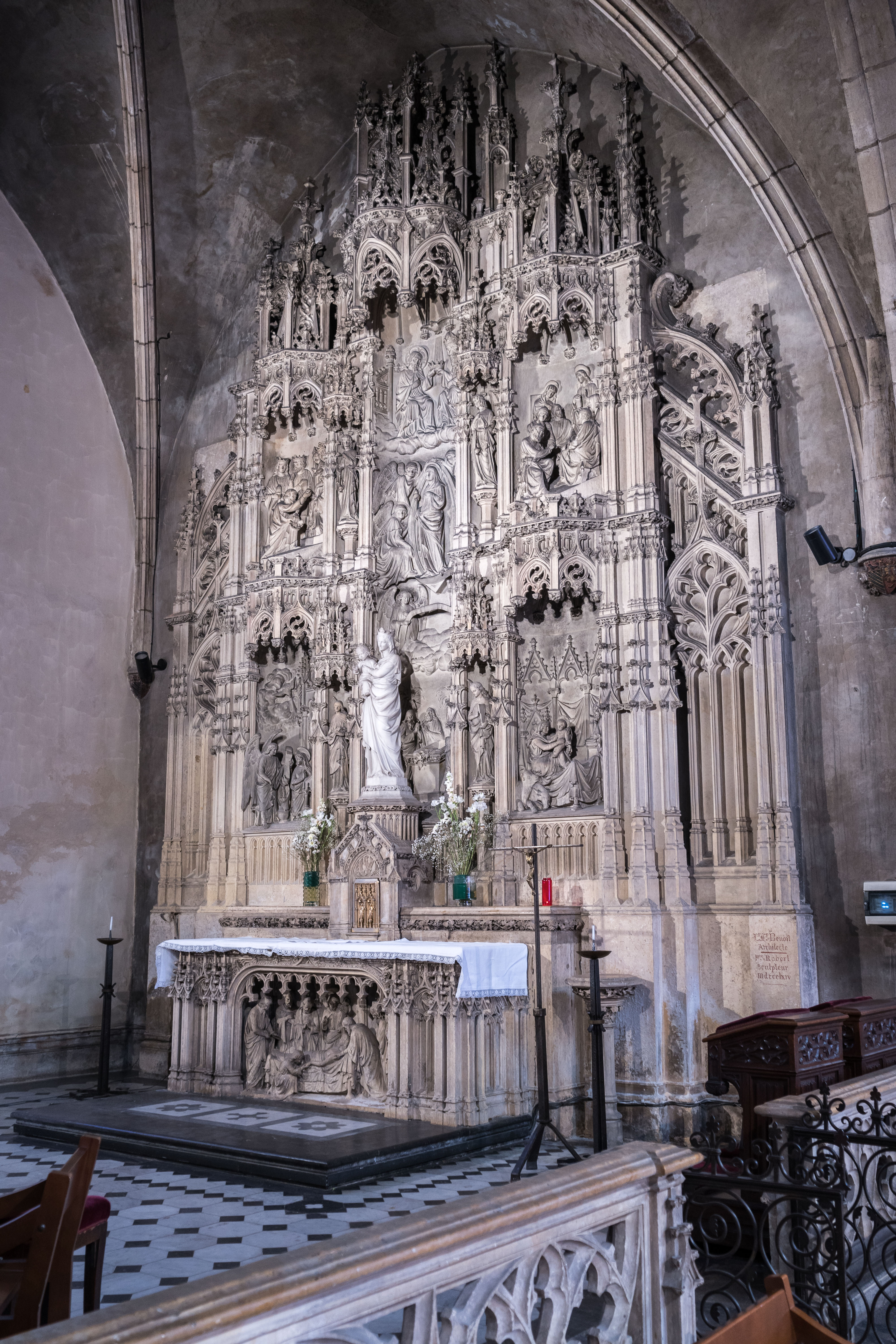
St-Bonaventure (Lyon)

Die nach Süden gerichteten Kapellen Marias und Josefs verfügen jeweils über ein marmornes Altarretabel des 19. Jahrhunderts. Mitwirkende Künstler waren unter anderen Jean-André Delorme (1829–1905), Vincent Fontan (1842–1903), Gaëtan Visconti und Joseph-Hugues Fabisch, von dem neben der Marienstatue des Marienaltars auch die Marienstatue im neugotischen Tympanon stammt. Der Hochaltar trägt Figuren von Christus, Pothinus, Bonaventura, Irenäus von Lyon, Thomas von Aquin, Franz von Assisi und Dominikus. Neben etlichen Gemälden besitzt die Kirche vier Tapisserien aus Aubusson (17. Jahrhundert) mit Szenen aus dem Leben Bonaventuras.

### Orgel
Die Kirche verfügt über die größte Kirchenorgel mit 68 Registern der Region Auvergne-Rhône-Alpes. Sie wurde 1845 von den Gebrüdern Callinet gebaut.